# Bucovina, Timișoara
Bucovina este un cartier din Timișoara, situat în partea de nord a municipiului.